# Šuranská cukrovarská železnice
Šuranská cukrovarská železnice (oficiální, dobový název: Veľkošuriansky cukrovar i rafinerie podílnický spolek ve Velkých Šuranech, Průmyslová kolej pro hospodářské účely, Nagy-Surányi czukorgyár és finomitó részvénytársaság, Tornózci mezagázdasági iparvasút) byla síť úzkorozchodných železnic, jejichž úkolem bylo zásobování cukrovaru Šurany potřebnými surovinami k výrobě cukru a zásobování velkostatků a dalších soukromých hospodářství.
Projekt vznikl z iniciativy tehdejšího ředitele cukrovaru Šurany, Alexandra Deutsche, jehož cílem bylo vyřešení problému dopravy cukrové řepy. První část železnice byla vybudována v roce 1911. Železnice spojovala Šurany s obcemi Trnovec nad Váhom, Poľný Kesov, Jatov a Selice. Poslední zmíněné místo bylo přitom nejdále od cukrovaru. Síť měla celkem při sčítání více než 100 kilometrů.
V důsledku vídeňské arbitráže byla železnice několikrát proťata hranicemi, což způsobilo problémy (Šurany patřily do Maďarska). Z tohoto důvodu byla vybudována část trati do obce Branč, kde se napojovala na hlavní železniční trať do Nitry (řepa směřovala do slovenského, nitranského cukrovaru). Železnice zanikla v roce 1968, kdy ztratila hospodářský význam. 
Vzpomínkou na tuto železnici je Nitranská polní železnice. Nachází se v areálu výstaviště Agrokomplex Nitra a její součástí je i skanzen.